# Josh Hancock
Josh Hancock (11. april 1978 – 30. april 2007) var en amerikansk baseballspiller.
Han var en højrehåndet pitcher og spillede for St. Louis Cardinals, men blev oprindeligt draftet af Boston Red Sox. Derudover havde han også spillet for Philadelphia Phillies og Cincinnati Reds.
Josh Hancock blev dræbt den 30. april 2007 tidligt om morgenen lokal tid i en bilulykke i St. Louis.